# Avencas (Marília)
Avencas é um distrito do município brasileiro de Marília, no interior do estado de São Paulo.

## História

### Origem
O povoado que deu origem ao distrito se desenvolveu ao redor da capela inaugurada no ano de 1933.

### Formação administrativa
- O Decreto nº 6.669 de 17/09/1934 cria o distrito policial de Avencas no município de Marília[4][5].
- Distrito criado pelo Decreto nº 6.722 de 02/10/1934, com as divisas do distrito policial de Avencas[6].
- Pela Lei nº 3.090 de 05/10/1937 foi retificada as divisas do distrito de paz[7][8].
- Pelo Decreto nº 8.652 de 13/10/1937 foi alterada as divisas do distrito policial de Avencas para adaptá-las às divisas do distrito de paz[9].

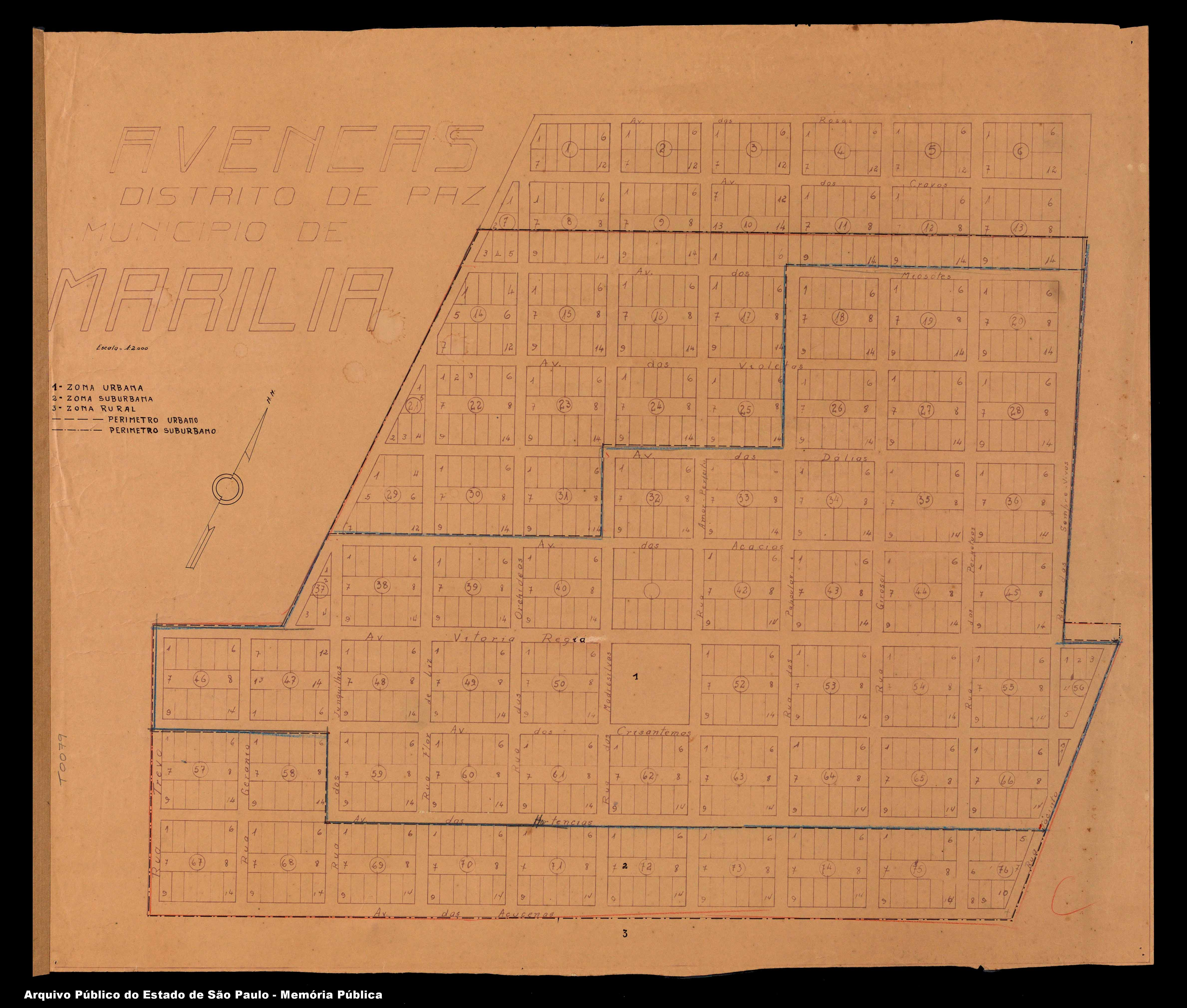
Planta da área urbana original.

## Geografia

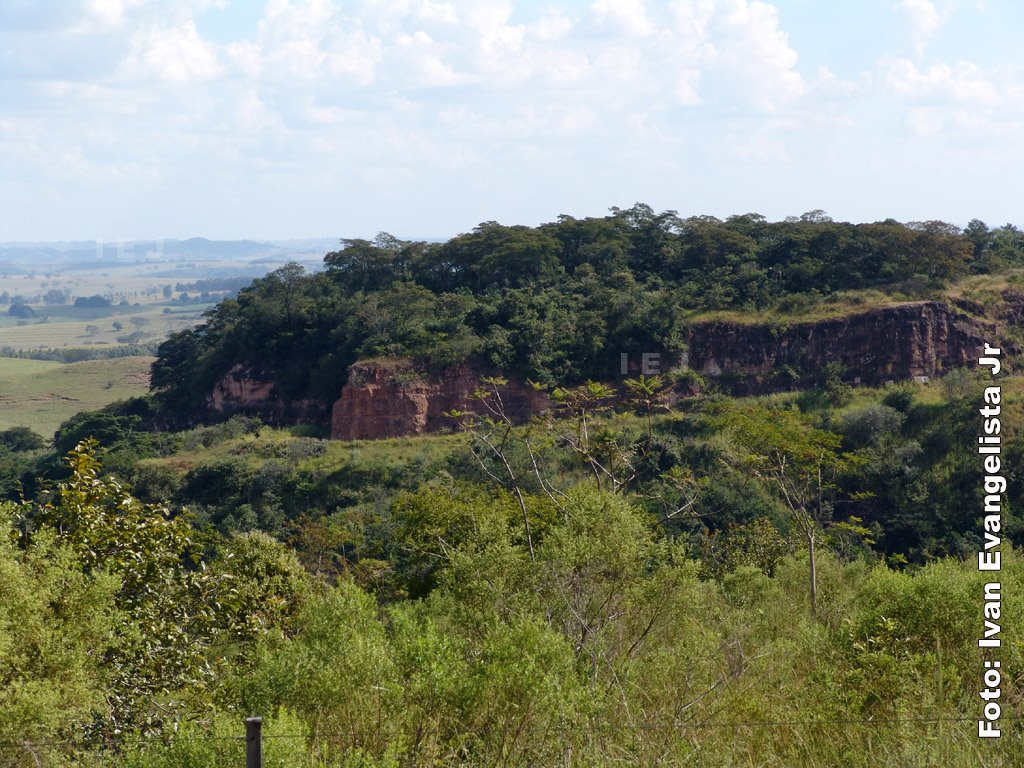
Serra de Avencas.

### Demografia

#### População urbana
| Crescimento população urbana | Crescimento população urbana | Crescimento população urbana | Crescimento população urbana |
| Censo                        | Pop.                         |                              | %±                           |
| ---------------------------- | ---------------------------- | ---------------------------- | ---------------------------- |
| 1934                         | 480                          |                              |                              |
| 1940                         | 684                          |                              | 42,5%                        |
| 1950                         | 505                          |                              | −26,2%                       |
| 1960                         | 497                          |                              | −1,6%                        |
| 1970                         | 507                          |                              | 2,0%                         |
| 1980                         | 518                          |                              | 2,2%                         |
| 1991                         | 573                          |                              | 10,6%                        |
| 2000                         | 635                          |                              | 10,8%                        |
| 2010                         | 684                          |                              | 7,7%                         |
| Fonte: IBGE e Fundação SEADE |                              |                              |                              |

#### População total
Pelo Censo 2010 (IBGE) a população total do distrito era de 947 habitantes.

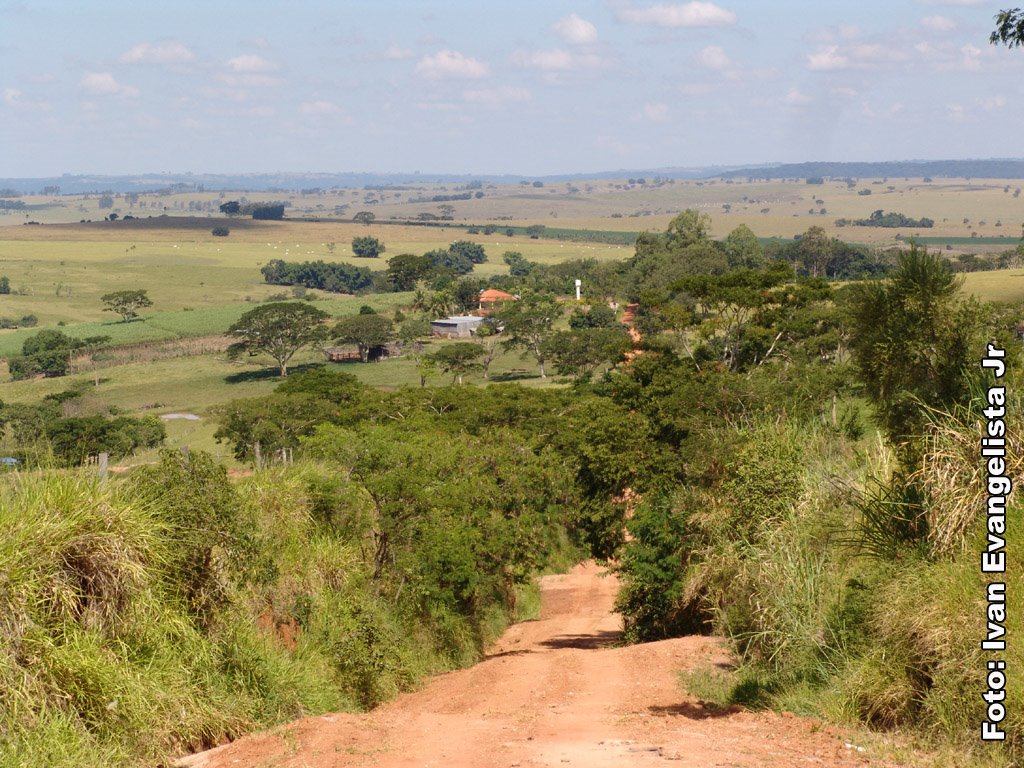
Estrada vicinal Oriente-Avencas.

### Área territorial
A área territorial do distrito é de 100,102 km².

### Rodovias
O principal acesso de Avencas é a estrada vicinal Danilo Gonzales (MAR-306), que liga o distrito à Rodovia Rachid Rayes (SP-333) e à cidade de Marília, passando pela Serra de Avencas.
Outro acesso para o distrito é a estrada vicinal Oriente-Avencas.

### Hidrografia
- Rio do Peixe

## Serviços públicos

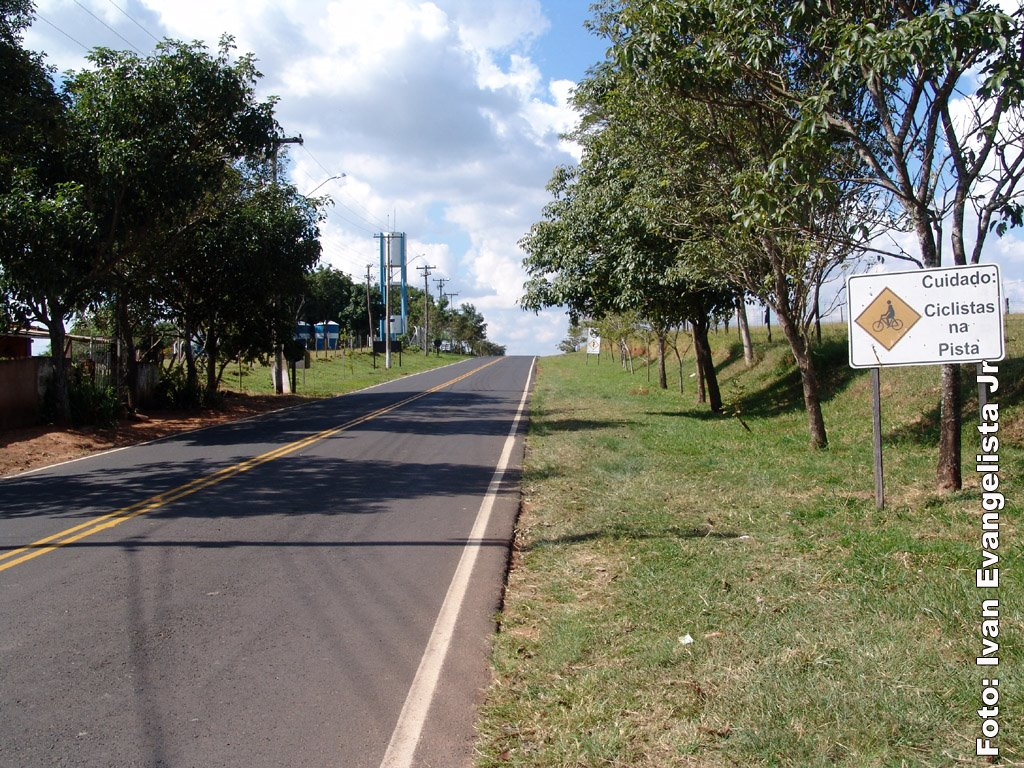
Entrada do distrito.

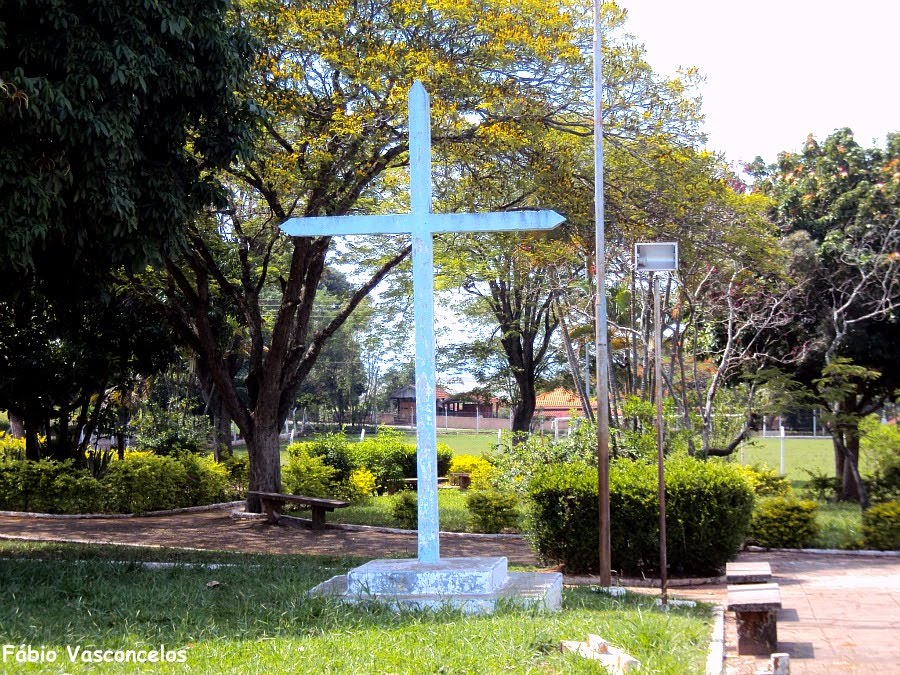
Praça.

### Registro civil
Atualmente é feito na sede do município, pois o Cartório de Registro Civil das Pessoas Naturais do distrito foi extinto pela Resolução nº 1 de 29/12/1971 do Tribunal de Justiça do Estado de São Paulo, e seu acervo foi recolhido ao cartório do distrito sede.

### Educação
Instituições de ensino:
- Creche Copo de Leite
- EE José Augusto Bartholo (que atende jovens até o 9º ano)

### Saúde
O distrito possui um Posto de Saúde.

### Saneamento
O serviço de abastecimento de água é feito pelo Departamento de Água e Esgoto de Marília (DAEM). 

### Energia
A responsável pelo abastecimento de energia elétrica é a CPFL Paulista, distribuidora do grupo CPFL Energia.

### Telecomunicações
O distrito era atendido pela Telecomunicações de São Paulo (TELESP), que inaugurou a central telefônica utilizada até os dias atuais. Em 1998 esta empresa foi vendida para a Telefônica, que em 2012 adotou a marca Vivo para suas operações.

## Atividades econômicas
Conhecida como um dos principais pólos produtores de melancia, onde diversas festas direcionadas à fruta já foram realizadas, Avencas se destaca também pela produção de mandioca, laranja, hortaliças, leite, amendoim e outros. Também possui confinamentos de engorda de bois.

## Religião

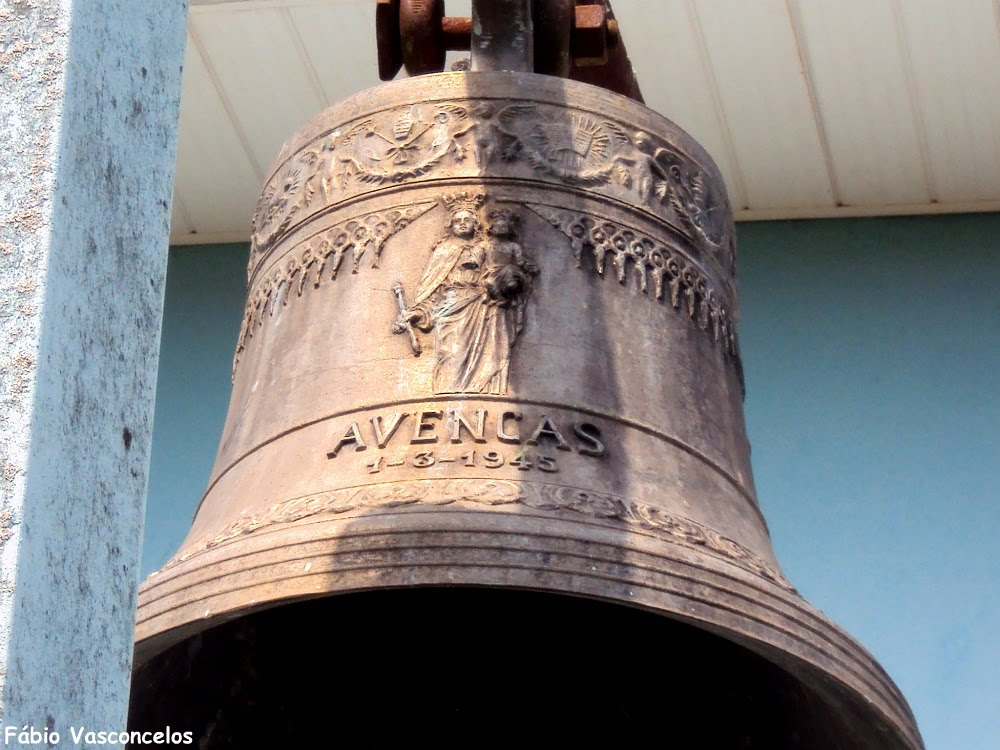
Sino da igreja.

O Cristianismo se faz presente no distrito da seguinte forma:

### Igreja Católica
- A igreja faz parte da Diocese de Marília[23].

### Igrejas Evangélicas
- Assembleia de Deus - O distrito possui uma congregação da Assembleia de Deus Ministério do Belém, vinculada ao Campo de Marília. Por essa igreja, através de um início simples, mas sob a benção de Deus, a mensagem pentecostal chegou ao Brasil. Esta mensagem originada nos céus alcançou milhares de pessoas em todo o país, fazendo da Assembleia de Deus a maior igreja evangélica do Brasil[24][25].
- Congregação Cristã no Brasil[26].